# 夏からのプレゼント
「夏からのプレゼント」（なつからのプレゼント）は、1990年6月 - 7月にNHK『みんなのうた』で放送された楽曲である。作詞：渡辺満里奈、作曲：芹澤廣明、編曲：山川恵津子、歌：渡辺満里奈。
『みんなのうた』で渡辺満里奈が初めて起用された楽曲であり、渡辺自身が作詞も担当した。同番組のテレビ放送で使用されたアニメ映像の製作は田中ケイコが手がけた。
長らく渡辺のオリジナル版は市販音源化されず、『みんなのうた』の楽曲のオムニバスアルバムに収録された他の歌手（かおりくみこ等）によるカバー版のみ販売されていたが、2006年発売の渡辺のデビュー20周年ボックスセット「MARINA WATANABE ALL IN ONE」で初めてCD化された。